# HMS Afridi (1937)
HMS Afridi – brytyjski niszczyciel z okresu II wojny światowej, pierwszy okręt typu Tribal, w służbie Royal Navy w latach 1938–1940. Nosił znak taktyczny F07 (L07 do grudnia 1938). Zatopiony został przez niemieckie lotnictwo podczas kampanii w Norwegii 3 maja 1940.

## Budowa
Okręt zamówiono 10 marca 1936 w ramach programu z 1935 roku i stępkę pod jego budowę położono 9 czerwca 1936 w stoczni Vickers Armstrongs w Newcastle upon Tyne. Kadłub wodowano prawie rok później 8 czerwca 1937, a okręt wszedł do służby w Royal Navy 3 maja 1938. Był to pierwszy okręt drugiego typu Tribal, nazywanego też dlatego czasami typem Afridi. Był drugim i ostatnim okrętem noszącym tę nazwę, od pasztuńskiego plemienia Afridi, po niszczycielu z 1907 roku pierwszego typu Tribal. Koszt budowy bez uzbrojenia i części wyposażenia wyniósł 341.462 funtów. „Afridi” dostosowany był do roli okrętu flagowego flotylli niszczycieli.

## Służba

### Przed wojną
„Afridi” wszedł do służby w skład 1. Flotylli Niszczycieli na Morzu Śródziemnym, bazując głównie na Malcie, dokąd przybył w czerwcu 1938. Uczestniczył w szkoleniu i wizytach zagranicznych, a także w lipcu 1939 w patrolach nieinterwencji na wodach ogarniętej wojną domową Hiszpanii. W marcu 1939 miał kolizję z krążownikiem HMS „Penelope”, po czym był naprawiany na Malcie do kwietnia. Przydzielono go potem do 4. Flotylli Niszczycieli na Morzu Śródziemnym.

### Początek II wojny światowej
Tuż po wybuchu II wojny światowej, we wrześniu 1939 przeniesiony na Morze Czerwone (wraz z 7. Dywizjonem niszczycieli w składzie HMS „Sikh”, „Mohawk” i „Gurkha”) w celu kontrolowania ruchów włoskich statków koło Massawy (Włochy nie przystąpiły jeszcze wówczas do wojny). „Afridi” był okrętem flagowym 4. Flotylli i jej 7. Dywizjonu pod dowództwem komandora H. G. Creswella.
13 października wraz z flotyllą został przeniesiony na wody brytyjskie, wchodząc w skład Floty Metropolii (Home Fleet). Przez kolejne miesiące razem z niszczycielami 4. Flotylli przeważnie patrolował na Morzu Północnym. W styczniu 1940 skierowany na remont do West Hartlepool, trwający do lutego.

### Kampania norweska 1940
W kwietniu 1940 dowódcą „Afridi” i całej 4. Flotylli był komandor Philip Vian. Tuż przed niemieckim atakiem na Norwegię, 7-8 kwietnia „Afridi” patrolował w rejonie Stavanger z krążownikami i niszczycielami brytyjskimi oraz polskimi, poszukując niemieckich okrętów, lecz bez kontaktu z nieprzyjacielem.
Ponownie 9 kwietnia wyruszył z niszczycielami osłaniając cztery krążowniki mające zaatakować niemieckie krążowniki pod Bergen, lecz operacja została odwołana i okręty dołączyły do sił głównych Home Fleet (w następującym ataku lotnictwa niemieckiego zatonął HMS „Gurkha”).
W kolejnych dniach „Afridi” nadal działał pomiędzy Wielką Brytanią a Norwegią.  13 kwietnia był atakowany przez lotnictwo pod Ålesund. W nocy 16/17 kwietnia wraz z niszczycielami HMS „Nubian”, „Matabele”, „Sikh” i „Mashona” wysadził pod Namsos żołnierzy przejętych ze statków transportowych (operacja Maurice), a następnie 17 kwietnia eskortował polski transportowiec wojska MS Chrobry do Namsos, po czym 18 kwietnia powrócił do Wielkiej Brytanii.
Ponownie 26 kwietnia „Afridi” eskortował do Åndalsnes konwój TM.1, który następnego dnia był atakowany przez lotnictwo. 28 kwietnia wspierał operacje pod Namsos. Od początku maja skierowany był do osłony ewakuacji spod Namsos. 2 maja podjął z brzegu żołnierzy Royal Lincolnshire Regiment i przetransportował na francuski krążownik pomocniczy „Kantara”.
3 maja nad ranem „Afridi” podjął ostatnich żołnierzy straży tylnej z batalionu pułku York and Lancaster Regiment i ostrzelał pozostawiony na nabrzeżu sprzęt. Po dołączeniu „Afridi” do konwoju ewakuacyjnego, siły alianckie padły ofiarą serii ataków lotnictwa niemieckiego. „Afridi” uratował 69 rozbitków z tonącego francuskiego wielkiego niszczyciela „Bison”, po czym dobił go. W kolejnym ataku bombowców Junkers Ju 87 z eskadry 1/StG.1 około godz. 14 sam został trafiony dwoma bombami, po czym po 46 minutach przewrócił się i zatonął na pozycji 66°14′N 5°45′E/66,233333 5,750000. Zginęło 49 członków załogi, około 30 rozbitków z „Bisona” i 13 żołnierzy. Reszta, w tym dowódca, została uratowana przez niszczyciele HMS „Imperial” i „Griffin”, z tego 31 było rannych, a 3 zmarło.
Dowódcy:
- 1938 – 01. 01. 1940: Capt. (kmdr) George Hector Creswell
- 01. 01. 1940 – 18. 01. 1940: Capt. Philip Vian
- 18. 01. 1940 – marzec 1940: Cdr. (kmdr por.) Robert St. Vincent Sherbrooke
- marzec 1940 – 3 maja 1940: Capt. Philip Vian

## Dane
Szczegółowy opis i dane techniczne w artykule niszczyciele typu Tribal (1936)

### Uzbrojenie
- 8 dział kalibru 120 mm (4.7in) QF Mk XII na podwójnych podstawach CP Mk XIX, osłoniętych maskami (4xII)
  - długość lufy: L/45 (45 kalibrów), donośność maksymalna 15 520 m, kąt podniesienia +40°, masa pocisku 22,7 kg, zapas amunicji 300 pocisków na działo (w tym 50 oświetlających)
- 4 automatyczne działka przeciwlotnicze 40 mm Vickers Mk VIII pom-pom, poczwórnie sprzężone na podstawie Mk VII (1xIV)
  - długość lufy: L/39, donośność skuteczna w poziomie 3475 m, w pionie 1555 m, kąt podniesienia +80°, masa pocisku 0,907 kg,
- 8 wkm plot Vickers 12,7 mm, poczwórnie sprzężone (2xIV)
- 4 wyrzutnie torpedowe 533 mm  QR Mk IX (1xIV) (4 torpedy Mk IX)
- 1 zrzutnia (na 3 bomby) i 2 miotacze bomb głębinowych (20 bomb głębinowych)

### Wyposażenie
- hydrolokator Asdic
- system kierowania ogniem artylerii: główny dalmierz i punkt kierowania ogniem Mk I, 3,6-metrowy dalmierz i punkt kierowania ogniem przeciwlotniczym Mk II (na nadbudówce dziobowej)